# Jean-Pierre Granger
Jean-Pierre Granger (Parigi, 11 marzo 1779 – Parigi, 1º dicembre 1840) è stato un pittore francese.

## Biografia
Nacque nel 1779 a Parigi in rue de Harlay.
Da bambino ricevette insegnamenti riguardo ai rudimenti del disegno dalla pittrice Angélique Briceau (documentata dal 1780-1800).  In seguito prese lezioni dal marito di quest'ultima: l'incisore Louis-Jean Allais,  Dopo aver lavorato per sette anni con questo, entrò dapprima nello studio di Jean-Baptiste Regnault, e quattro anni dopo nell'atelier di Jacques-Louis David.
Nel 1800 vince il prix de Roma per la pittura con il quadro Antioco rimanda il figlio a Scipione, oggi conservato all'École nationale supérieure des beaux-arts. 
Ingres, ottenendo solo il secondo premio, accusò Jacques-Louis David di aver favorito la vittoria Granger facendo pressioni sulla giuria. 
Durante il suo soggiorno italiano, lavorò per Luciano Bonaparte realizzando copie dall'antico e ritratti, come quello di Alexandrine de Bleschamp
Tornò a Parigi nel 1812, dove espose annualmente ai vari Salon fino alla sua morte, ricevendo medaglie nel 1812, 1817 e nel 1820.
Morì a Parigi il 1º dicembre 1840, ed è stato sepolto nel cimitero del Père-Lachaise.

## Elenco di Opere
- Bordeaux, Museo di Belle Arti:  Ganinmede, 1812[5]
- Lipsia, Museum der bildenden Künste: Apollo e Ciparisso, 1816
- Libourne, Museo di Belle Arti, Ninfa e amorini, 1819.[6]
- Amiens, Museo della Piccardia : Tito riceve l'omaggio dei popoli campani, 1822.[7]
- Parigi, École nationale supérieure des beaux-arts : Antioco restituisce suo figlio a Scipione, 1800.
- Parigi, Chiesa di Notre-Dame-de-Lorette : Adorazione dei Magi.
- Parigi, Chiesa di Notre-Dame-de-la-Croix de Ménilmontant, transetto destro: Gesù guarisce i malati.
- Marnes-la-Coquette, castello di Villeneuve-l'Étang: Sua Altezza Reale la Duchessa di Angoulême, dopo aver passato in rassegna parte dell'esercito della Vandea, accoglie gentilmente un vecchio soldato che le mostra le sue cicatrici[8],1824
- Parigi, Museo Carnavalet : Autoritratto, 1830 ca.
- Versailles, Gran Trianon : La clemenza di Tito.
- Versailles, Museo di Storia della Francia,  Il maresciallo de Boucicault induce il sultano Bazajet a revocare l'assedio di Costantinopoli.

## Galleria d'immagini

Opere di Jean-Pierre Granger
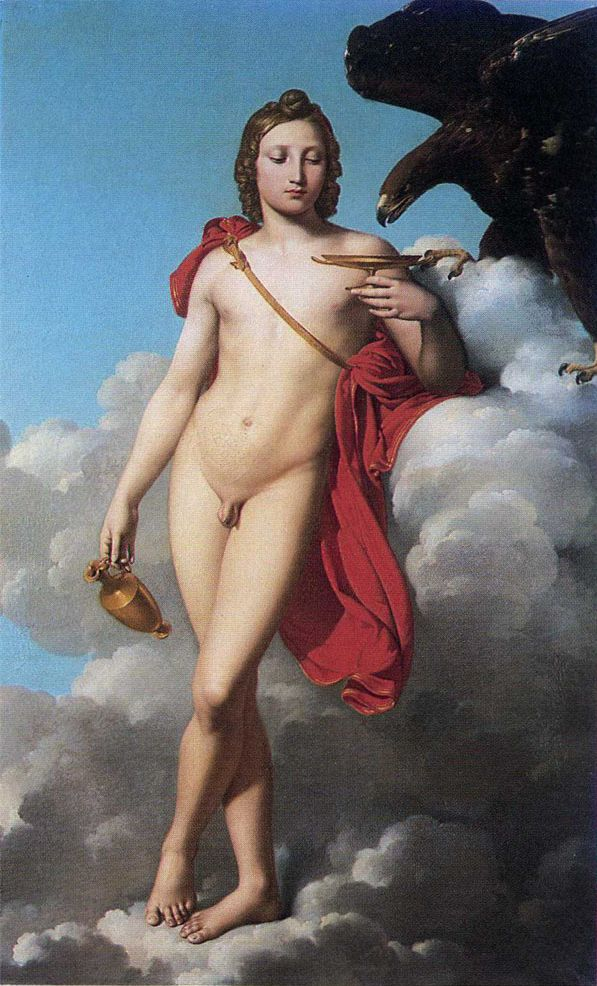
Ganimede (1812), Musée des Beaux-Arts (Bordeaux).
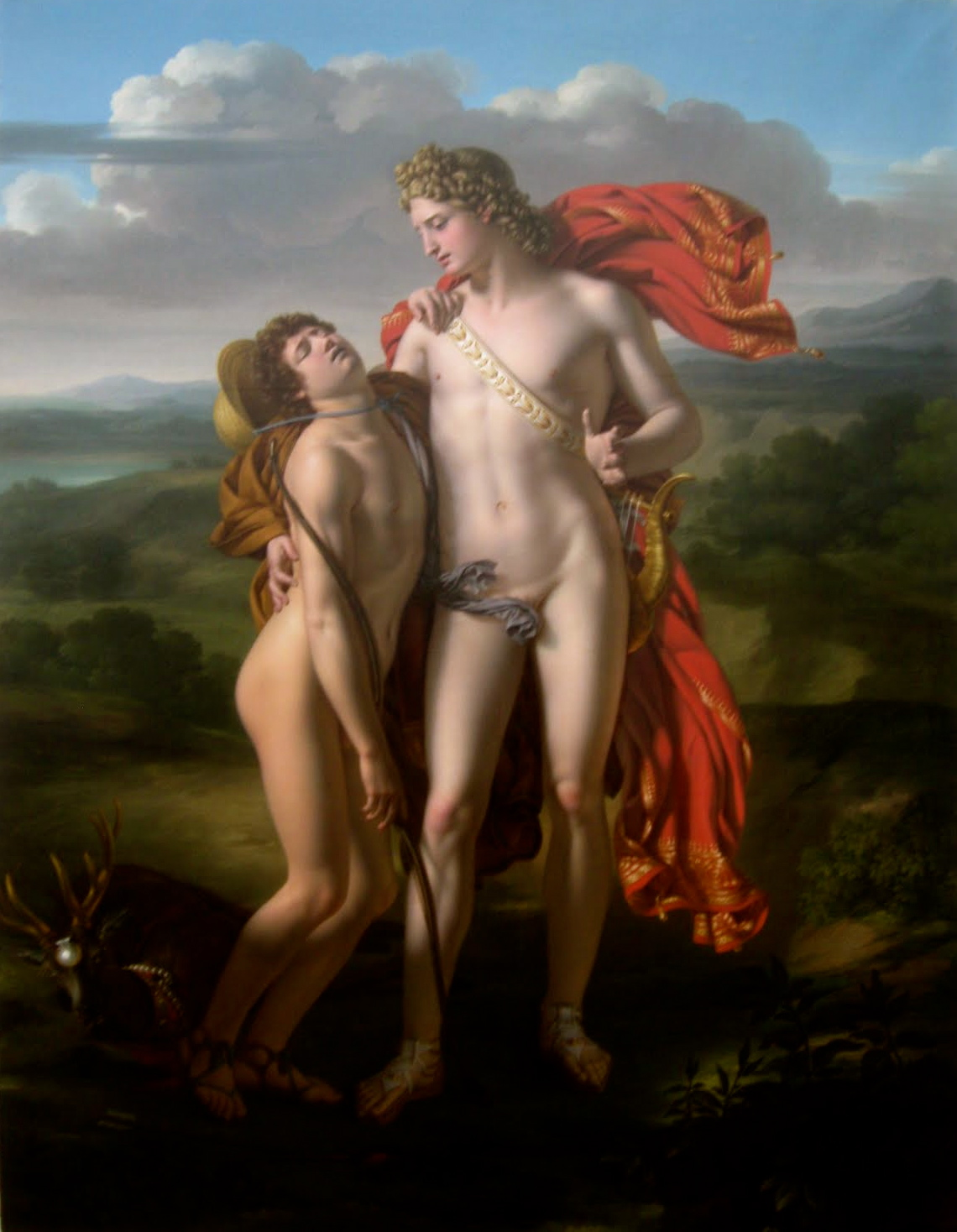
Apollo e Ciparisso (1816), Museum der bildenden Kunste, Lipsia.
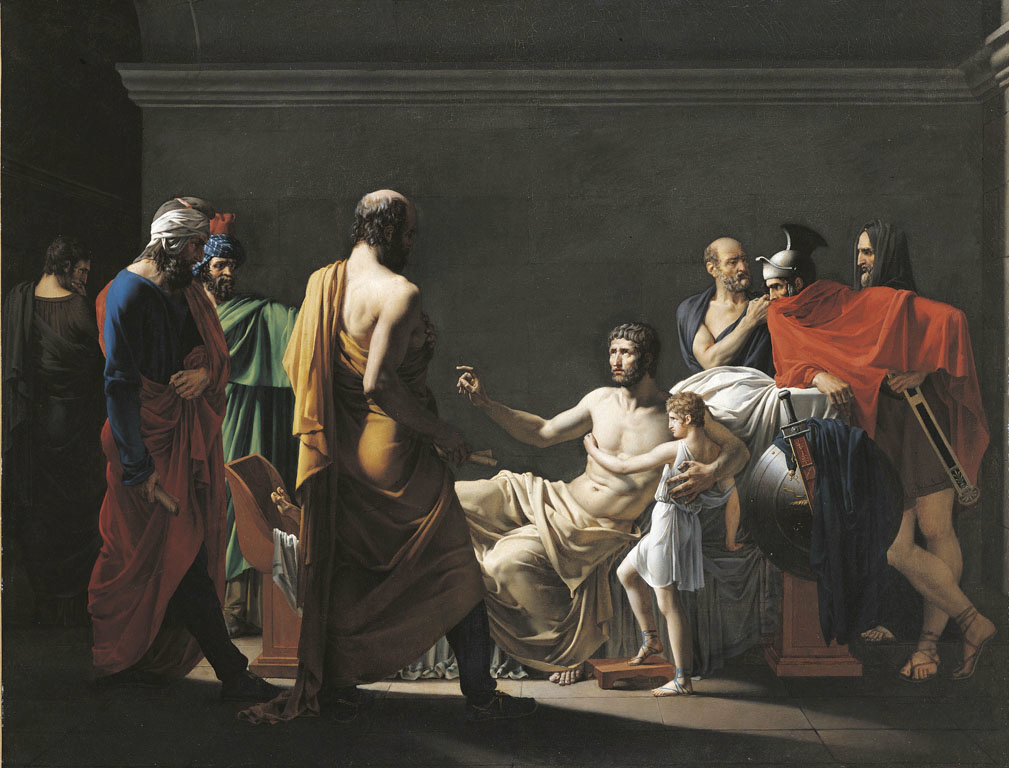
Antioco restituisce suo figlio a Scipione (1800), Parigi, École nationale supérieure des beaux-arts.
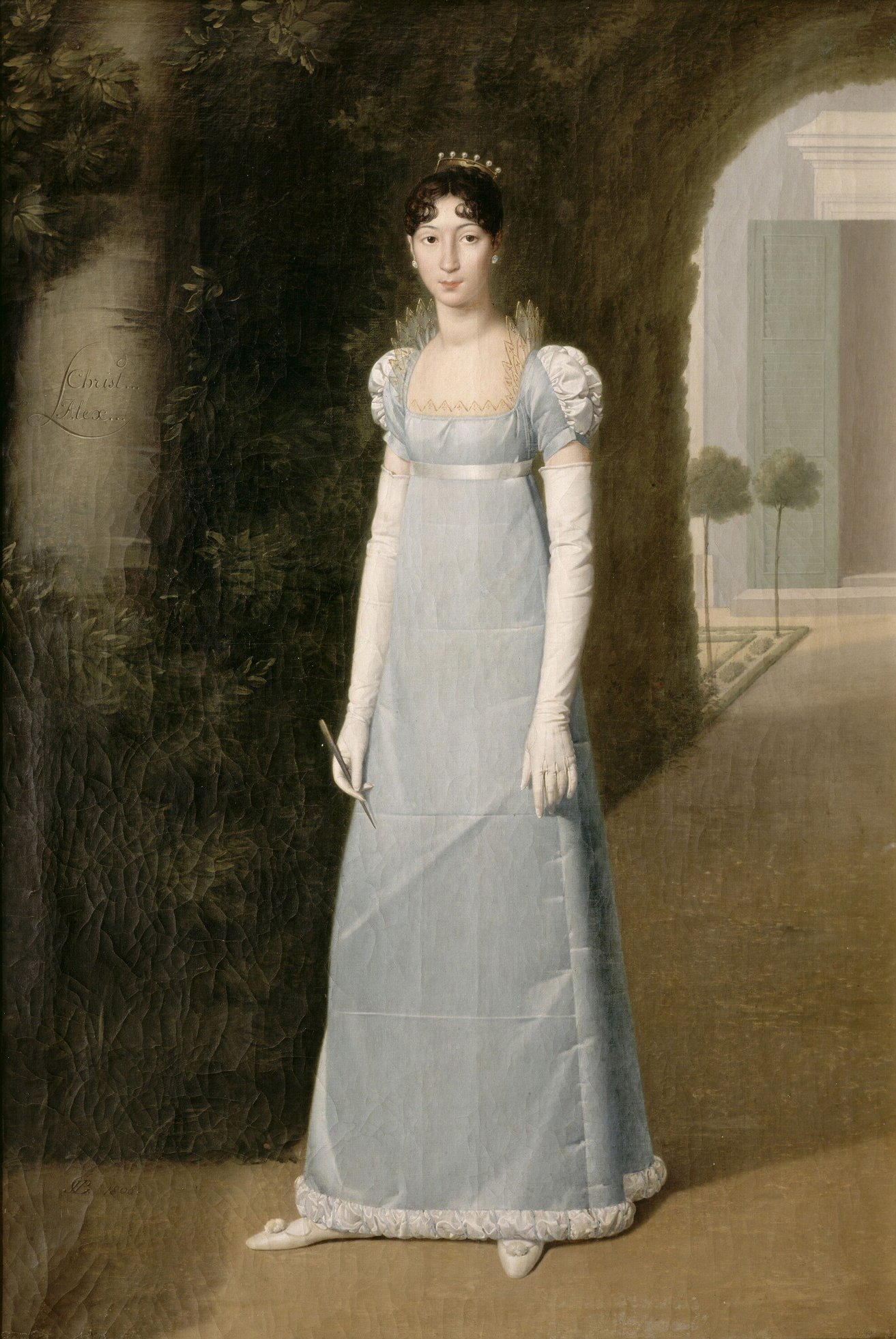
Carlotta Bonaparte(1808), Reggia di Versailles.
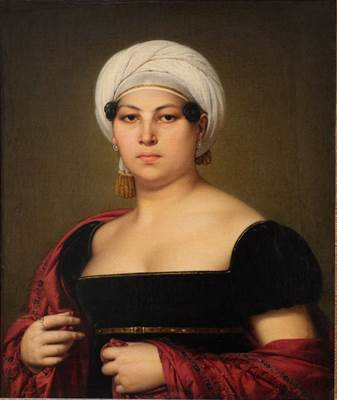
Ritratto di Madame Granger, Parigi, Museo del Louvre.